# 塞西爾 (獅子)
塞西爾（英語：Cecil，2002年－2015年7月1日）是一頭曾在津巴布韋万盖国家公园生活的雄性非洲狮，早於2008年已成為英國牛津大學野生動物保育研究單位的研究對象，直到2015年被美国战利品狩猎者诱杀引发了公共争议。

## 背景
津巴布韦国家公园内的狮子从1999年开始就作为科研项目由牛津大学野生动物保护研究队（Wildlife Conservation Research Unit，简称WildCRU）的科学家跟踪学习，研究期间被标记的62只狮子中有34只死亡，其中24只死于运动狩猎，而雄性狮子有72％死于公园周边地区的狩猎。2005～2008年间津巴布韦“持证捕杀”的平均数量是每年42只狮子，而2013年共有49具狮子尸体作为战利品被带离津巴布韦。

## 生平
塞西尔的名字源于英国商人、政治家兼矿业大亨塞西尔·罗兹（津巴布韦前身罗得西亚国名的来源）。在2008年，塞西尔和另一头狮子（被怀疑是同胞兄弟）被发现出现在万盖国家公园。2009年，这两头狮子与一个已建立的狮群相遇发生冲突，在打斗中塞西尔的兄弟被杀，塞西尔和老狮王都深受重伤，而老狮王因伤势过重使得公园管理人员之后不得不对其实施安乐死。塞西尔之后撤移到公园的另一区域并建立了自己的狮群，其规模最大时有22个成员。2013年，塞西尔被两支年轻雄狮驱逐并逃离到了公园的东部边缘，在那里它与另一只名叫杰里科（Jericho）的雄狮组成同盟并建立了两个狮群。
塞西尔从2008年开始就被科研团队跟踪观察，主要识别方式是其独特的黑边鬃毛特征和一个GPS项圈。塞西尔是万盖国家公园的一个主要景观，根据一位研究员的说法，其如此受欢迎是因为它不惧怕人类，会允许车辆靠近10（33英尺）距离以便游客和研究人员进行近距离观察和拍照。但根据津巴布韦总理顾问亚历克斯·马盖萨（Alex Magaisa，1975～2022）的说法，津巴布韦社会只有一部分人知道塞西尔，有些消息来源甚至声称“99.99％”的津巴布韦人都没听说过它。

### 被杀

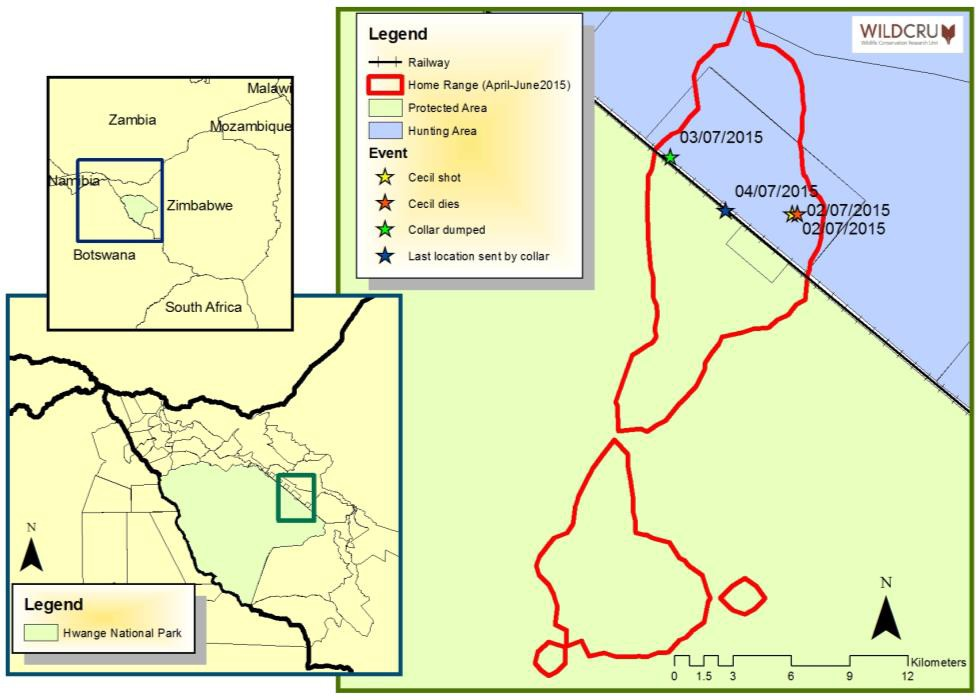
塞西尔被杀前后的活动轨迹

2015年，塞西爾被花费高价到非洲进行狩猎旅行的美國籍牙醫沃爾特·帕爾默（Walter Palmer）射殺。由於獅子在國家公園內受到相關法例和管理人員所保護，據報帕爾默跟職業獵人西奧·布隆克霍斯特（Theo Bronkhorst）用動物屍體（被怀疑是几周前被猎手射杀的一头非洲象）作餌，將之綁在吉普車後拖行，引誘塞西爾離開公園保护区範圍。在成功将塞西尔诱至铁路对面的私人农场边上后，躲在猎棚内的帕爾默在夜晚约9至11时间先用複合弓將牠射傷，再等待至第二天凌晨，最後用步槍將尚且活着的狮子射死。从中箭到被杀的十几个小时内，痛苦挣扎的塞西尔移动距离不超过250（270碼）。死後，塞西爾被猎手们剝皮并割下頭顱，剩余的尸体被抛弃在原地任由食腐动物啃食。另外，有证据指出他們曾發現塞西爾身上的發信器並試圖破壞它，最终将发射器扔在一公里外。
據津巴布韋保育工作小組稱，該獵殺屬非法偷猎行為，該名職業獵人及凶案現場的地主都沒有獵殺獅子的許可證。警方拘捕了兩名津巴布韋人，由於沃爾特已經返回美國，他未能受到法律的制裁。事件曝光後，他發表了聲明，聲稱自己依靠職業獵人的專業判斷，以為當時的獵殺沒有犯法。他為自己的診所不能正常运营而向病人道歉，並稱打獵為“自己熱愛的興趣”。

## 反響
公眾、保育團體以至政治人物對此都感到憤慨萬分。涉事的獵人及沃爾特都收到蜂擁而至的仇恨郵件，沃爾特在美國明尼蘇達州的牙醫診所門前被民眾擺放一地的毛絨動物以示不滿。白宮更加收到數以十萬計的聯署簽名，希望引渡沃爾特到津巴布韋受審。